# Peter Bronkhorst
Peter Bronkhorst (* 15. Januar 1946 in Amsterdam; † 2. November 2007 ebenda) war ein niederländischer Aktivist und nach eigener Angabe beteiligt am Beginn der Provo-Bewegung. Er warf bei der königlichen Hochzeit 1966 eine Rauchbombe und befürwortete später den rekreativen Gebrauch von Drogen.

## Leben und Wirken
Bronkhorst war gelernter Schriftsetzer und in den 1960er Jahren Mitglied der Pacifistisch Socialistische Jongerenwerkgroep (PSJW) in Amsterdam. Zusammen mit Roel van Duijn, Luud Schimmelpennink, Rob Stolk und Robert Jasper Grootveld gehörte er 1965 zu den ersten Mitgliedern der Provo-Bewegung in den Niederlanden.
Nach eigener Aussage war Peter Bronkhorst dabei, als Roel van Duijn und Rob Stolk in einem kleinen Zimmer im Amsterdamer Stadtviertel Jordaan die Provobewegung gründeten. Die Gründung der Provobewegung und der Provo-Zeitschrift fallen in den gleichen Zeitraum: Mai 1965. Über den konkreten Zeitpunkt sind verschiedene Aussagen und Meinungen überliefert: In der Provo-Chronologie von der Universität von Amsterdam heißt es, dass Roel van Duijn, Martin Lindt und Rob Stolk die Provobewegung ankündigten. An anderer Stelle wird geschrieben, dass unter anderem Luud Schimmelpennink, Rob Stolk, Roel van Duijn und Robert Jasper Grootveld die Bewegung errichteten. Bei den von Robert Jasper Grootveld veranstalteten Happenings war Bronkhorst öfters anzutreffen. Die Rauchbombe, die während der Hochzeit von Prinzessin Beatrix und Claus von Amsberg am 10. März 1966 zündete, war von Bronkhorst hergestellt und geworfen worden. „Provoleider Peter Bronkhorst, die samen met Hans Tuynman de meeste bommen heeft vervaardigd, gooit die dag de grootste rookbom,....“.(„Provoanführer Peter Bronkhorst, der zusammen mit Hans Tuynman die meisten Bomben anfertigte, warf an diesem Tag die größte Rauchbombe....“). Diese Aktion kam in die Schlagzeilen der internationalen Medien.
Als „Straßenjunge“, wie Bronkhorst sich selbst bezeichnete, interessierte ihn eine Karriere in der Politik nicht; im Gegensatz zu Roel van Duijn. Peter Bronkhorsts Vater, Huib(ert) Bronkhorst, bekam den Beinamen „Peetvader van de Provo’s“ (Pate der Provos), da er seinem Sohn und anderen Provos in einigen Situationen geholfen hatte.
Nachdem sich 1967 die Provobewegung aufgelöst hatte, kam Peter Bronkhorst in Kontakt mit Drogen. In dieser Zeit lernte er eine Frau kennen und zog mit ihr und ihren zwei Kindern zusammen. Beide bekamen später ein drittes Kind; Bronkhorst machte sich selbständig als Fensterputzer. Im Oktober 2007 sprach Bronkhorst auf einer Demonstration unter dem Motto: „Red de Paddo“ („Rettet den Paddo“). Paddo ist die niederländische Abkürzung für „Paddenstoel“ (Pilz), womit im Niederländischen halluzinogene Pilze bezeichnet werden.
Im Jahr 2007 diagnostizierten Ärzte Krebs. Einen Monat später starb Bronkhorst im Beisein seiner Frau und der Kinder im Krankenhaus.

### Archiv
- Archief Provo. Dokumentation Peter Bronkhorst. Im IISG.
  - Unter Inhoudsopgave: 48. 1 Documentatie Peter Bronkhorst.
    - Unter Voorlopige lijst: Doos 001 Map 03 Pamfletten Provobeweging: 11–15, map met pamfletten uit Nederland. augustus–september 1965. Personen: [unter anderem:] Bronkhorst, Peter; Duijn, Roel van; Grootveld, Robert Jasper; Kroeze, Garmt; Molen, H.J. van der; Schimmelpenninck, Luud; Doos 001 Map 06 Pmfletten Provobeweging: 26–31, map met pamfletten uit Nederland. december 1965–januari 1966. Personen: [unter anderem:] Bronkhorst, Peter; Juliana (Koningin der Nederlanden); Stolk, Rob. Und: Doos 001 Map 09, Doos 001 Map 10, Doos 001 Map 12, Doos 001 Map 18, Doos 002 Map 03 sowie weitere.